# Les Chants de l'été
Les Chants de l'été (titre original : The Songs of Summer) est une nouvelle de science-fiction de Robert Silverberg.

## Publications

### Première publication aux États-Unis
La nouvelle est écrite en juin 1955 et paraît en septembre 1956 sous le titre The Songs of Summer dans le magazine Science Fiction Stories.

### Publications dans le monde
Entre 1956 et 2012, si l'on ne prend en compte que les États-Unis, le Royaume-Uni et la France, la nouvelle a été éditée à 15 reprises dans des recueils de nouvelles de Silverberg ou des anthologies regroupant des nouvelles d'auteurs différents.

### Publications en France
Au total, la nouvelle a été publiée à cinq reprises en France, la première publication ayant eu lieu en 1959.
Le titre de cette nouvelle a donné son nom au recueil Les Chants de l'été, paru en France en 1982, puis réédité en 1991.
Depuis 2000, la nouvelle est parue en langue française en 2002, aux éditions Flammarion, dans le recueil Le Chemin de la nuit (grand format), avec une traduction d'Hélène Collon. Une nouvelle édition en format poche est intervenue en 2004 avec la même traduction. La nouvelle est donc l'une des 124 meilleures nouvelles de Silverberg sélectionnées pour l'ensemble de recueils Nouvelles au fil du temps, dont Le Chemin de la nuit est le premier tome.

### Publication en Allemagne
La nouvelle a été publiée en 1963 sous le titre Die Gesänge des Sommers.

## Résumé
Par un coup du sort inexpliqué, un new-yorkais dénommé Chester Dugan est propulsé au XXXVe siècle, en un futur où les humains, peu nombreux sur Terre, vivent selon un mode de vie rural, dans un habitat dispersé, sans autorité étatique, sans réseau de transport, sans technologies.
Il apparaît sur le bord d'une route, près d'un jeune homme, Kennon, qui s'apprête à aller à la Cérémonie du Chant.
Dans un premier temps, Chester Dugan est déboussolé par ce qui lui est arrivé et par le monde qui l'entoure. Pris en charge par Kennon, il découvre une nouvelle civilisation et se demande comment y faire face et s'y intégrer.
Très vite, il décide de devenir le chef de la petite communauté qui gravite autour d'un « Ancien » respecté, Dandrin. Rapidement il échafaude des plans : devenu le chef de la communauté, il va forcer les gens à fonder un village ; puis on attaquera une communauté située au nord ; puis il étendra son pouvoir. Peut-être créera-t-il un nouvel État, une nation ? 
Par ses talents de conviction et sa fougue, Dugan prend effectivement l'ascendant sur ces gens. Il souffle même au nez et à la barbe de Kennon sa petite amie, Corilann, qui tombe rapidement enceinte de Dugan.
Kennon décide de quitter la petite communauté, mais Dugan l'en empêche par un acte aussi violent qu'inattendu. Kennon se laisse faire et reste dans la communauté.
Au fil des semaines et des mois, Dandrin constate que le Chanteur de la communauté, Jubilain, perd sa voix et dépérit. La communauté étant en train de se dissoudre, Dandrin décide de réagir. Il réunit un petit groupe qui fusionne le plan psychique : Chester Dugan est placé dans une sorte de « bulle psychique », où des visions lui sont envoyées comme quoi il a réussi son Grand Œuvre et est devenu l'Empereur d'un vaste empire. Pendant ce temps, les autres membres de la communauté reprennent peu à peu leur façon de vivre traditionnelle, et Dandrin ne doute pas que Jubilain retrouve sa voix très bientôt… Kennon, pour sa part, a trouvé une nouvelle compagne en la personne de Jarinne, qu'il trouve très avenante…